# Artaszar
Artaszar – wieś w Armenii, w prowincji Armawir. W 2011 roku liczyła 1218 mieszkańców.